# Portuguesa Fútbol Club
El Portuguesa Fútbol Club és un club de futbol veneçolà de la ciutat d'Acarígua.

## Història
El club va ser fundat el 10 d'abril de 1972.

## Palmarès
- Lliga veneçolana de futbol[1]
  - Era Professional: 1973, 1975, 1976, 1977, 1978.
- Segona divisió veneçolana de futbol: 
  - 2006
- Copa veneçolana de futbol:[2]
  - 1973, 1976, 1977